# Dave Chappelle
David Khari Webber "Dave" Chappelle (Washington, D.C., 24 de agosto de 1973) é um comediante stand-up, ator, roteirista e produtor estadunidense. Chappelle começou sua carreira no cinema no filme Robin Hood: Men in Tights (bra: A Louca Louca História de Robin Hood prt: Robin Hood: Heróis em Collants) em 1993 e continuou fazendo papéis menores em filmes como The Nutty Professor (bra: O Professor Aloprado; prt: O Professor Chanfrado), Con Air (bra: Con Air - A Rota da Fuga; prt: Con Air - Fortaleza Voadora) e Blue Streak (br: Um Tira Muito Suspeito). Seu primeiro papel principal foi em Half Baked (br: Pra Lá de Bagdá) em 1998. Em 2003, se tornou amplamente conhecido por seu popular programa de sketches, Chappelle's Show, que durou até sua retirada abrupta do programa em 2005. Vários episódios "perdidos" foram ao ar em 2006, e o programa ainda é exibido em várias redes de televisão, apesar do número relativamente pequeno de episódios. Em 2017 e 2021, venceu o Emmy Award de Melhor Ator Convidado em Série de Comédia por sua participação no programa Saturday Night Live. Em 2020, ganhou 2 Prêmios Emmy pelo especial de comédia Sticks & Stones, nas categorias de Roteiro em Especial de Variedade e Especial de Variedades. Em 2018, venceu a categoria Especial de Variedades (pré-gravado) pelo especial Dave Chappelle: Equanimity.

## Trabalhos

### Filmografia
| Ano       | Título                       | Papel                              | Notas        |
| --------- | ---------------------------- | ---------------------------------- | ------------ |
| 1992      | Def Comedy Jam               | Ele Mesmo                          |              |
| 1993      | Robin Hood: Men in Tights    | Ahchoo                             |              |
| 1993      | Undercover Blues             | Ozzie                              |              |
| 1995      | Home Improvement             | Dave                               | 1 episódio   |
| 1996      | The Nutty Professor          | Reggie Warrington                  |              |
| 1996      | Buddies                      | Dave Carlisle                      |              |
| 1997      | Con Air                      | Pinball                            |              |
| 1998      | Half Baked                   | Thurgood Jenkins / Sir Smoke-a-Lot |              |
| 1998      | You've Got Mail              | Kevin Jackson                      |              |
| 1999      | 200 Cigarettes               | Disco Cabbie                       |              |
| 1999      | Blue Streak                  | Tulley                             |              |
| 2000      | Screwed                      | Rusty P. Hayes                     |              |
| 2002      | Undercover Brother           | Conspiracy Brother                 |              |
| 2003–2006 | Chappelle's Show             | Ele Mesmo e outros                 |              |
| 2005      | Inside the Actor's Studio    | Ele Mesmo                          |              |
| 2006      | Dave Chappelle's Block Party | Ele Mesmo                          | Documentário |
| 2007      | I'm Rick James               | Ele Mesmo                          | Documentário |
| 2008      | Inside the Actor's Studio    | Ele Mesmo                          |              |
| 2015      | Chi-Raq                      | Morris                             |              |
| 2018      | A Star Is Born               | Noddles                            |              |

### Discografia
| Ano  | Álbum                               | Papel              | Notas    |
| ---- | ----------------------------------- | ------------------ | -------- |
| 2000 | Killin' Them Softly                 | Produtor Executivo | Stand Up |
| 2004 | Dave Chappelle: For What It's Worth | Produtor Executivo | Stand Up |